# 崔基龍
崔 基龍（チェ・ギリュン、朝鮮語: 최기룡）は、朝鮮民主主義人民共和国の政治家。朝鮮労働党中央委員会委員候補、慈江道人民委員会委員長、教育相、熙川工業大学学長などを歴任した。

## 経歴
出生地や生年月日は不明。1985年に政務院高等教育部副部長に就任し、1986年に金策工業総合大学副学長に転じた。1987年に高等教育部第1副部長に任命され、1988年に朝鮮科学技術連盟副委員長に就任した。1989年に高等教育部部長に昇進し、政務院教育委員会委員長を兼任した。1990年1月に朝鮮労働党中央委員会委員候補に、同年4月に最高人民会議第9期代議員に選出された。同年7月には国家学位学職授与委員会副委員長に就任し、1992年2月にに朝鮮科学技術連盟書記長に就任し、同年4月に金日成勲章を受賞した。金日成国家主席の特使として、1991年8月にネパール、1994年3月にシリアを訪問した。1998年9月には教育相に任命され、1999年5月まで務めた。同年11月より熙川工業大学学長に就き、2001年9月に慈江道人民委員会委員長に転じた。9月28日に開催された朝鮮労働党第3回党代表者会で、朝鮮労働党中央委員会委員候補に再選されたが、2011年12月に慈江道人民委員会委員長を解任された。

## 参考サイト
북한정보포털
| 先代金鍾浩 | 慈江道人民委員会委員長2001年 - 2011年 | 次代金徳訓 |

| 先代新設 | 教育相1998年 - 1999年 | 次代辺永立 |

| 先代辺永立 | 教育委員会委員長1989年 - 1997年 | 次代 |